# Бержевен, Марк
Марк Бержеве́н (фр. Marc Bergevin; род. 11 августа 1965, Монреаль, Квебек) — канадский хоккеист, защитник нескольких клубов НХЛ. С 2012 по 2021 годы — генеральный менеджер клуба «Монреаль Канадиенс».

## Карьера
Уроженец Монреаля Марк Бержевен начал карьеру профессионального хоккеиста в клубе QMJHL «Шикутими Сагенинс». В 1983 году молодой защитник был выбран на драфте НХЛ клубом «Чикаго Блэкхокс». За чикагский клуб Марк Бержевен отыграл 4 года; в 1988 году Бержевена обменяли в «Нью-Йорк Айлендерс». В отличие от руководства «Чикаго», тренерский штаб «Островитян» оказывал молодому защитнику гораздо меньшее доверие и большую часть своей карьеры в Нью-Йорке Бержевен провёл, выступая за фарм-клуб «Айлендерс», «Спрингфилд Индианс». В составе «Индейцев» Марк Бержевен дважды становился обладателем Кубка Колдера, но получить место в основном составе «Айлендерс» ему это не помогло, и в 1990 году защитник стал игроком «Хартфорда».
В 1992 году на драфте расширения Марк Бержевен был выбран «Тампой». В составе «Лайтнинг» защитник отыграл 3 сезона. После сезона 1995-96, отыгранного за «Детройт», Марк Бержевен стал игроком «Сент-Луис Блюз». В составе «Блюзменов» защитник отыграл 4 сезона — только в «Чикаго» защитнику удалось задержаться на сопоставимый срок. В начале сезона 2000-01 Бержевена обменяли в «Питтсбург». Позже защитник дважды уходил из команды в свои бывшие клубы — «Сент-Луис» и «Тампу», но также дважды возвращался обратно в Питтсбург. В конце сезона 2003-04 «Питтсбург» отдал Бержевена в «Ванкувер». Этот сезон стал последним в карьере игрока: в межсезонье-2004 Марк Бержевен ушёл из профессионального хоккея.

### Карьера в сборной
В составе сборной Канады Марк Бержевен принимал участие в чемпионате мира 1994 года в Италии, вместе с командой завоевав золотые медали первенства.

### Карьера
В 2005 году Марк Бержевен вошёл в тренерский штаб «Чикаго» в качестве скаута. 6 лет спустя Марк Бержевен, исполнявший в «Чикаго» обязанности помощника тренера (с 2008 г.) и директора по персоналу (с 2009 г.) был назначен помощником генерального .
В 2012 году Марка Бержевена ожидало новое повышение по службе. Провалившие сезон «Монреаль Канадиенс» отправили в отставку весь тренерский штаб во главе с генеральным менеджером Пьером Готье. Клуб искал нового менеджера и выбор пал на Марка Бержевена. 2 мая 2012 года Марк Бержевен стал генеральным менеджером и исполнительным вице-президентом «Монреаля». В новый тренерский штаб «Канадиенс» помимо уже работавшего в «Монреале» главного тренера Мишеля Террьена вошли многие известные в прошлом хоккеисты, так или иначе имеющие отношение к монреальскому хоккею, такие как Скотт Мелланби (уроженец Монреаля и бывший партнёр Бержевена по «Сент-Луису», директор по персоналу), Мартин Лапойнт (родился в пригороде Монреаля, партнёр Бержевена по «Детройту», директор по развитию игроков), Патрис Бризбуа (уроженец Монреаля, 14 лет отыграл за «Канадиенс», тренер по развитию игроков), Жан-Жак Дэньо (уроженец «Монреаля» и бывший игрок «Канадиенс», помощник тренера). Деятельность нового генерального менеджера не замедлила отразиться на статистике команды: «Канадиенс», ставшие в 2012 году последними в Восточной конференции, закончили сезон 2012-13 вторыми на Востоке, в первый раз за 5 лет выиграв первенство дивизиона. По итогам сезона Марк Бержевен был номинирован на приз лучшему генеральному менеджеру НХЛ.

## Интересные факты
- Марк Бержевен пользуется репутацией одного из самых весёлых игроков, когда-либо выступавших в НХЛ.[3][4][неавторитетный источник][5] Многие бывшие одноклубники отмечают его незаурядное чувство юмора.[6][неавторитетный источник][7][8]
- В плей-офф 2000 года Бержевен в безобидной ситуации рукой забросил шайбу в свои ворота, став автором одного их самых нелепых автоголов в истории хоккея[9].
- Марк Бержевен — друг детства Марио Лемьё. Как вспоминал позже Марк Бержевен:

«Я играл с ним (в хоккей) на левом фланге, а на правом был мусорный бак. Мусорный бак забивал по 60 шайб, а я — только 35».— Джо Пеллетье "Марк Бержевен: встречайте нового босса «Монреаля»" (англ.)

## Достижения
- Обладатель Кубка Колдера (2): 1990, 1991
- Обладатель золотых медалей чемпионата мира: 1994